# Hugo Mejía
Hugo Mejía (25 de noviembre de 1931, El Oro, Ecuador,  - Guayaquil, Ecuador, 2 de abril de 2010) fue un futbolista ecuatoriano que jugaba de arquero. Jugó en el Everest de Guayaquil y reforzó a Emelec en partidos amistosos.

## Biografía
Hugo "Suicida" Mejía fue nacido en la provincia de El Oro, aunque se presumía que era lojano. Cuenta la historia que con sus compañeros de colegio de Loja fueron a jugar a un partido de básquet en Quito y él no regresó a Loja, sino que fue a Guayaquil y se quedó jugando en el Everest.
Fue uno de los artífices de los Campeonatos Provincial del Guayas 1960 y Campeonato Nacional de 1962 alcanzados por el Everest.

## Trayectoria
Jugó toda su campaña en el Everest desde 1952 hasta su retiro en 1965.

## Selección nacional
Hugo Mejía fue seleccionado del Ecuador para los Sudamericanos de 1955 y 1963.

## Clubes

### Como jugador
| Club    | País    | Año       |
| ------- | ------- | --------- |
| Everest | Ecuador | 1952-1965 |

## Palmarés
| Título                  | Club    | País    | Edición                                   |
| ----------------------- | ------- | ------- | ----------------------------------------- |
| Campeonato de Guayaquil | Everest | Ecuador | Campeonato Profesional del Guayaquil 1960 |
| Serie A de Ecuador      | Everest | Ecuador | Campeonato Ecuatoriano de Fútbol 1962     |